# Шолохово (Красносельський район)
Шолохово (рос. Шолохово) — присілок в Красносельському районі Костромської області Російської Федерації.
Населення становить 1501 особу. Входить до складу муніципального утворення Шолоховське сільське поселення.

## Історія
У 1936-1944 року населений пункт перебував у складі Ярославської області. Від 1944 належить до Костромської області.
Від 2007 року входить до складу муніципального утворення Шолоховське сільське поселення.

## Населення
| 2008 | 2010  | 2014  |
| ---- | ----- | ----- |
| 1524 | ↘1434 | ↗1501 |